# Hubert Adamczyk
Hubert Adamczyk (Bydgoszcz, 23 febbraio 1998) è un calciatore polacco, centrocampista dello Zagłębie Lubin.

## Caratteristiche tecniche
È un trequartista.

## Carriera

### Club
Inizia a giocare presso la squadra della sua città natale, lo Zawisza Bydgoszcz, che lascia nel 2014 per entrare a far parte dell'Academy del Chelsea; con il club londinese trascorre un biennio al termine del quale fa rientro in patrie fra le file del KS Cracovia; debutta fra i professionisti il 6 marzo disputando i minuti finali dell'incontro di Ekstraklasa perso 2-1 contro il Lech Poznań. Poco impiegato in prima squadra, dopo un prestito all'Olimpia Grudziądz nel 2018 viene ceduto a titolo definitivo al Wisła Płock, che a sua volta lo presta al GKS Tychy in vista della stagione 2018-2019.

### Nazionale
Ha giocato nelle nazionali giovanili polacche Under-16, Under-17, Under-18 ed Under-19.

## Statistiche
Statistiche aggiornate al 12 aprile 2021.

### Presenze e reti nei club
| Stagione        | Squadra           | Campionato      | Campionato | Campionato | Coppe nazionali | Coppe nazionali | Coppe nazionali | Coppe continentali | Coppe continentali | Coppe continentali | Altre coppe | Altre coppe | Altre coppe | Totale | Totale | Totale |
| Stagione        | Squadra           | Comp            | Pres       | Reti       | Comp            | Pres            | Reti            | Comp               | Pres               | Reti               | Comp        | Pres        | Reti        | Pres   | Reti   |        |
| --------------- | ----------------- | --------------- | ---------- | ---------- | --------------- | --------------- | --------------- | ------------------ | ------------------ | ------------------ | ----------- | ----------- | ----------- | ------ | ------ | ------ |
| 2015-2016       | KS Cracovia       | EK              | 1          | 0          | CP              | 0               | 0               |                    | -                  | -                  |             | -           | -           | 1      | 0      |        |
| 2016-2017       | KS Cracovia       | EK              | 4          | 0          | CP              | 0               | 0               | UEL                | 0                  | 0                  |             | -           | -           | 4      | 0      |        |
| ago. 2017       | KS Cracovia       | EK              | 1          | 0          | CP              | 0               | 0               |                    | -                  | -                  |             | -           | -           | 1      | 0      |        |
| 2017-2018       | Olimpia Grudziądz | 1L              | 18         | 1          | CP              | 0               | 0               |                    | -                  | -                  |             | -           | -           | 18     | 1      |        |
| 2018-2019       | GKS Tychy         | 1L              | 26         | 6          | CP              | 1               | 1               |                    | -                  | -                  |             | -           | -           | 27     | 7      |        |
| 2019-2020       | Wisła Płock       | EK              | 11         | 1          | CP              | 0               | 0               |                    | -                  | -                  |             | -           | -           | 11     | 1      |        |
| 2020-2021       | Wisła Płock       | EK              | 9          | 0          | CP              | 1               | 0               |                    | -                  | -                  |             | -           | -           | 10     | 0      |        |
| Totale carriera | Totale carriera   | Totale carriera | 70         | 8          |                 | 2               | 1               |                    | 0                  | 0                  |             | -           | -           | 72     | 9      |        |